# Paul Kammüller

Ausstellungsplakat von Paul Kammüller, 1919

Paul Kammüller (* 31. Januar 1885 in Lahr/Schwarzwald; † 9. März 1946 in Basel) war ein deutscher, hauptsächlich in der Schweiz tätiger Grafiker, Öl- und Aquarell-Maler, Illustrator, Lithograf und Verleger. Der Lehrbeauftragte, der die gesamte Klaviatur der angewandten und freien Grafik in vielfältiger Weise zum Ausdruck brachte, führte in der ersten Hälfte des 20. Jahrhunderts zahlreiche Plakatmalereien für die unterschiedlichsten Auftraggeber aus.

## Leben
Paul Kammüller wurde als Sohn des Hermann Kammüller zur Zeit des Deutschen Kaiserreichs im Schwarzwald geboren. Er besuchte die Gewerbeschule Basel und studierte anschließend von 1905 bis 1908 an der Akademie der Bildenden Künste München unter Franz von Stuck. Von dort bildete er sich in Paris fort an der Académie Julian, hielt sich in Italien von 1909 bis 1911 in Florenz auf.

Paul Kammüllers Monogramm PK mit stilisiertem Mühlrad, mit dem er Bezug zur Namens- und Berufsbezeichnung des Müllers der Vorfahren herstellte

Ebenfalls schon zu Beginn 1911 war Paul Kammüller, zusammen mit Berufskollegen wie Hermann Schaper oder Änne Koken, ein von Industrieunternehmen und anderen Künstlern in Hannover gefragter Werbegrafiker: Für die gemeinsam mit dem Hannoverschen Anzeiger von der Illustrirten Zeitung (IZ) herausgegebenen Zeitschriften-Sondernummer 3538 vom 20. April 1911 unter dem Titel Hannover und Grenzgebiete schuf Kammüller für mehrere Unternehmen dekorative, mit seinem vollen Namen signierte Plakatmalereien oder, wie etwa für den Fotografen Edmund Lill, ein mit seinem Monogramm PK und einem stilisierten Mühlrad versehenen und um verschiedene Beispielfotografien umlaufendes Zier- und Schmuckband.
Mitten im Ersten Weltkrieg erhielt Kammüller 1915 in der neutralen Schweiz die Berufung als Hauptlehrer für Grafik an seine frühe eigene Ausbildungsstätte, die Basler Gewerbeschule, wo er bis 1942 unterrichtete.
1919 heiratete Kammüllerer Elisabeth Lüscher. Sie war die Schwester von Jean Jacques Lüscher.

## Werke (Auswahl)

### Zeichnungen
- 1926: Panorama vom Wasserturm Bruderholz in Basel. Nomenklatur von Heinrich Preiswerk; Bildtafel in Leporello. Hrsg. vom Gas- und Wasserwerk Basel.

### Illustrationen
- 1913: Buchschmuck für Heinrich Moser (Hrsg.): Von Krieg und Kriegsleuten. Unter Mitwirkung des Vereines für Verbreitung guter Schriften, Zürich (= Frühlicht. Wort und Bild für die junge Welt, Bdch. 7) (Teil der Weltkriegssammlung der Deutschen Bücherei), 1.–10. Tsd. Ensslin & Laiblin, Reutlingen [1913].
- Titel- und Bildschmuck für Walter Keller: Die schönsten Novellen der italienischen Renaissance. Orell Füssli, Zürich 1918.